# Centroclisis terribilis
Centroclisis terribilis is een insect uit de familie van de mierenleeuwen (Myrmeleontidae), die tot de orde netvleugeligen (Neuroptera) behoort. 
Centroclisis terribilis is voor het eerst wetenschappelijk beschreven door Prost in 1999.